# Sepp Kuss
Sepp Kuss (n. 13 septembrie 1994, Durango⁠(d), Colorado, SUA) este un ciclist profesionist american care în prezent concurează pentru echipa UCI World Team Jumbo–Visma. Kuss este un cățărător talentat care a obținut victorii de etapă în Turul Franței și Turul Spaniei.

## Rezultate în Marile Tururi

### Turul Italiei
2 participări
- 2019: locul 56
- 2023: locul 14

### Turul Franței
4 participări
- 2020: locul 15
- 2021: câștigător al etapei a 15-a, locul 32
- 2022: nu a terminat competiția, locul 18
- 2023: câștigător al etapei a 16-a, locul 12

### Turul Spaniei
6 participări
- 2018: locul 65
- 2019: câștigător al etapei a 15-a, locul 29
- 2020: locul 16
- 2021: locul 8
- 2022: nu a terminat competiția
- 2023: locul 1, câștigător al etapei a 6-a